# Celtic Woman: O Christmas Tree
Celtic Woman: O Christmas Tree är ett livealbum av Celtic Woman. 

## Låtlista
| Nr | Titel                                       | Vokalist(er)                                                     | Längd |
| -- | ------------------------------------------- | ---------------------------------------------------------------- | ----- |
| 1. | O Tannenbaum                                | Susan McFadden, Lisa Lambe, Máiréad Nesbitt, Méav Ní Mhaolchatha |       |
| 2. | It's Beginning To Look A Lot Like Christmas | McFadden, Nesbitt, Lambe, Mhaolchatha                            |       |
| 3. | The Light Of Christmas Morn                 | Nesbitt, Lambe, Mhaolchatha                                      |       |
| 4. | It Came Upon The Midnight Clear             | McFadden                                                         |       |
| 5. | Away In A Manger (Acoustic)                 | Lambe                                                            |       |
| 6. | In The Bleak Midwinter                      | Mhaolchatha                                                      |       |